# A.M. Sprenger
Albrecht Marinus (Ab) Sprenger (Middelburg, 10 augustus 1881 - 1958) was hoogleraar tuinbouw in Wageningen. Daarnaast was hij schilder.

## Leven en werk
Sprenger volgde na de HBS de studie tuinbouw in Wageningen. Vervolgens was hij eerst landbouw- en later tuinbouwconsulent (1905-1917) en leraar aan de Hogere Land- Tuin- en Bosbouwschool (1917).
Tussen 1918 en 1947 was hij hoogleraar tuinbouw in Wageningen.  Het in 1936 door hem opgezette instituut voor onderzoek op het gebied van verwerking van groenten en fruit zou in 1952 het Sprengerinstituut gaan heten. Het werd in 1990 onderdeel van het DLO-Instituut Agrotechnologisch Onderzoek (ATO) dat in 2003 samen met het IMAG Agrotechnology & Food Innovations (A&F) ging heten. Dit instituut verdween in 2005 als zelfstandig instituut en ging deels op in Wageningen Universiteit.
Sprenger leverde verscheidene bijdragen aan de verbetering van de fruitteelt. Zo droeg hij bij aan het redden van de Limburgse kersenteelt, waar hij bijen voor bestuiving inzette. Ook zijn onderzoek naar betere onderstammen voor fruitbomen en de door hem geïntroduceerde snoeimethode zorgde voor een impuls voor de fruitteelt. Sprenger ontwikkelde daarnaast verschillende appelrassen zoals de Prinses Beatrix en de Prinses Irene.
Ook was hij nauw betrokken bij de verwerking van fruit. Toen omstreeks 1930 de Nederlandse tuinbouw in een diepe crisis verkeerde omdat buurlanden hun markt afschermden, suggereerde hij methodes om fruit te verwerken, zoals in most.  Dit leidde niet alleen tot een naar hem genoemd drankje, de Most van Sprenger, maar ook tot een vergrote productiecapaciteit voor de fabrieksmatige verwerking van vruchten. Deze productie leverde weliswaar werkgelegenheid op en werd om die reden door het Crisisfonds gesteund, maar kostendekkend was de productie aanvankelijk niet. Door intensief horecagelegenheden en huisartsen te benaderen en te wijzen op de bijdrage van de most aan de gezondheid wist hij extra vraag te creëren.

## Sprenger als schilder
Sprenger schilderde de nieuwe appelrassen die hij ontwikkelde, om de afbeelding van de appels voor het nageslacht te bewaren maar ook omdat hij het mooi vond.

Een aantal werken van Sprenger behoren tot de vaste collectie van museum De Casteelse Poort te Wageningen.
- Biografisch Portaal: 44272962
- Gemeinsame Normdatei: 1206944501
- International Standard Name Identifier: 0000 0003 9529 8841
- Nederlandse Thesaurus van Auteursnamen: 093765754
- RKD-Nederlands Instituut voor Kunstgeschiedenis: 301314
- Système universitaire de documentation: 147017602
- Virtual International Authority File: 289992789
- WorldCat: E39PBJjmPf4ThyWf8Qx7kKtMyd